# Kurtis Blow (álbum)
| Críticas profissionais | Críticas profissionais |
| Avaliações da crítica  | Avaliações da crítica  |
| Fonte                  | Avaliação              |
| ---------------------- | ---------------------- |
| Allmusic               | [ 1 ]                  |
| Robert Christgau       | (B+)                   |

Kurtis Blow é o álbum de estreia do rapper Kurtis Blow, lançado em 1980 pela Mercury Records. Foi originalmente lançado no formato de disco, mas há versões remasterizadas no formato de CD. É um dos primeiros discos de Hip hop da história e contém um dos maiores sucessos de Blow, o single The Breaks.
A canção foi muito mixada em outros álbuns de hip hop e apareceu na trilha sonora de jogos como True Crime: New York City, Scarface: The World Is Yours e em Grand Theft Auto: Vice City. Também ficou em décimo lugar no 
VH1's 100 Greatest Songs of Hip Hop. "Takin' Care of Business" também é um grande sucesso e é um exemplo da tentativa de Blow de misturar batidas de rap com Rock and roll.

## Faixas

### Lado A
1. "Rappin' Blow, Pt. 2" (Blow, Ford, Miller, Moore, Smith) 4:42
2. "The Breaks" (Blow, Ford, Miller, Moore, Smith) 7:43
3. "Way Out West" (Moore) 7:43

### Lado B
1. "Throughout Your Years" (Blow, Moore, Waring) 5:21
2. "Hard Times" (Bralower, Moore, Simmons, Smith, Waring) 4:38
3. "All I Want in This World (Is to Find That Girl)" (Moore) 5:00
4. "Takin' Care of Business" (Randy Bachman) 5:31

### Faixas bônus de CD
1. "Christmas Rappin'"  (Blow, Ford, Moore) 3:57
2. "Breaks [Instrumental]" (Blow, Ford, Moore, Simmons, Smith) 5:52

## Créditos
- Vocais: Kurtis Blow, Sudana Bobatoon, Wayne Garfield, Sheila Spencer, William Waring, Adam White
- Guitarras: Eddie Martinez, J.B. Moore, Dean Swenson, John Tropea
- Teclados: Onaje Allen Gumbs, J.B. Moore
- Baixo: Craig Short, Tommy Wouk
- Bateria: Jimmy Bralower